# Rosalind E. Krauss
Rosalind Epstein Krauss (Washington, 30 de novembro de 1941) é crítica, teórica e professora de história da arte moderna e contemporânea na Columbia University, Nova Iorque. Publicou inúmeros artigos sobre arte moderna, tendo alcançado destaque por seu conhecimento em pintura, escultura e fotografia do século XX.
Como crítica e teórica, tem publicado regularmente desde 1965 em Artforum (publicação em que foi editora associada entre 1971-74), Art International e Art in America. Foi também editora e co-fundadora de October, revista de crítica e teoria de arte contemporânea responsável pela difusão da teoria pós-estruturalista francesa para a língua inglesa, fundada em 1976.

## Formação Acadêmica
Krauss é filha de Matthew M. Epstein e Bertha Luber. Nasceu e cresceu em Washington DC, visitando museus de arte com seu pai. Depois de se formar em Wellesley em 1962, frequentou Harvard, cujo Departamento de Belas Artes (agora Departamento de História da Arte e Arquitetura) teve uma forte tradição da análise intensiva de objetos de arte reais sob a égide do Museu Fogg.
Escreveu sua dissertação sobre a obra de David Smith. Krauss recebeu seu Ph.D. em 1969. A dissertação foi publicada como Terminal Iron Works em 1971.
No final da década de 1960 e início da década de 1970, Krauss começou a contribuir com artigos para revistas de arte, como Art International e Artforum. Ela começou escrevendo o "Boston Letter", para a Art International, mas logo publicou artigos bem-recebidos sobre Jasper Johns (Lugano Review, 1965) e Donald Judd (Artforum, maio de 1966).
Seu compromisso com a arte minimalista emergente em particular, a diferenciava de Michael Fried, que estava voltada para a continuação da abstração modernista de Jules Olitski, Kenneth Noland e Anthony Caro .

## Carreira Acadêmica

### Universidade de Columbia
Anteriormente professora de Arte Moderna e Teoria da Columbia University, em 2005 Rosalind Krauss foi promovida ao posto mais alto da faculdade. Recebeu bolsas do John Simon Guggenheim Memorial Foundation e de National Endowment for the Arts. É adjunta do Centro de Estudos Avançados em Artes Visuais e do Instituto de Estudos Avançados. Recebeu o Prêmio de Frank Jewett Mather para a crítica do College Art Association em 1973.
É membro do New York Institute for the Humanities desde 1992 e foi eleita membro do  American Academy of Arts and Sciences em 1994. Ela recebeu recentemente um doutorado honorário da Universidade de Londres.

### Seleção de Livros de Krauss
- Terminal Iron Works: The Sculpture of David Smith. Cambridge, Massachusetts: MIT Press, 1971.
- The Sculpture of David Smith: A Catalogue Raisonné. Garland Reference Library of the Humanities, 73. New York: Garland, 1977.
- Passages in Modern Sculpture. Cambridge Mass: The MIT Press, 1977.
- The Originality of the Avant-Garde and Other Modernist Myths. Cambridge, Massachusetts: MIT Press, 1985.
- L'Amour fou: Photography & Surrealism. London: Arts Council, 1986. Exhibition at the Hayward Gallery, London, July to September 1986.
- Le Photographique : Pour une théorie des écarts. Translated by Marc Bloch and Jean Kempf. Paris: Macula, 1990.
- The Optical Unconscious (1993)
- Formless: A User's Guide (with Yve-Alain Bois) (1997)
- The Picasso Papers (1999)
- A Voyage on the North Sea: Art in the Age of the Post-Medium Condition (1999)
- Bachelors (2000)
- Perpetual Inventory (2010)
- Under Blue Cup. Cambridge, Massachusetts: MIT Press, 2011.